# Lépidolite
La ou le lépidolite est une espèce minérale du groupe des silicates et du sous-groupe des phyllosilicates, de formule K(Li,Al)3(Si,Al)4O10(F,OH)2.

## Historique de la description et appellations

### Inventeur et étymologie
La lépidolite a été décrite en 1792 par le chimiste allemand Martin Heinrich Klaproth (1743-1817). Elle fut nommée ainsi selon le grec λεπίς -Lépis , qui signifie écaille en allusion à sa structure écailleuse.

### Topotype
- Rozna, Bystrice, Moravie.

### Synonymes
- "Sugilite-fleur" : désignant les échantillons destinés aux lapidaires.
- Lavenderine : en référence à sa couleur violette.
- Lilalite : en référence à sa couleur "lila".
- Lilianthite
- Lithium-mica : en référence à son appartenance au groupe des micas et à sa teneur en lithium.
- « lueur de lithium » : en référence à sa teneur en lithium.
- Lithionite, nom donné à la lépidolite par Franz Ritter von Kobell.

## Caractéristiques physico-chimiques

### Critères de détermination
La lépidolite est un minéral de couleur incolore, blanc, grisâtre, blanc gris, vert gris, jaunâtre, verdâtre, rouge pâle, rose violet ou pourpre, se présentant sous la forme de cristaux tabulaires, prismatiques ou pseudo-hexagonaux, communément arrondis sur les faces terminales et pouvant atteindre 20 centimètres. Elle possède un éclat vitreux à nacré, elle est transparente à translucide. Elle est flexible, élastique, présente un clivage parfait sur {001} et sa cassure est inégale. Sa dureté est de 2,5 à 4 sur l'échelle de dureté de Mohs, et sa densité mesurée varie de 2,8 à 2,9. La lépidolite présente aussi un pléochroïsme incolore (X) ou rose à violet pâle (Y, Z). Son trait est blanc à rose pâle et elle présente une fluorescence blanc crème à jaune pâle, parfois jaune, sous UV d'intensité moyenne. Elle présente aussi un jumelage rare, sur la face {001} selon l'axe [310]. Son trait est blanc à rose pâle.

### Composition chimique
La lépidolite de formule K(Li,Al)3(Si,Al)4O10(F,OH)2, a une masse moléculaire de 388,304 u, soit 6,45 × 10−25. Elle est donc composée des éléments suivants :
| Élément   | Nombre (formule)    | Masse des atomes (u) | % de la masse moléculaire |
| --------- | ------------------- | -------------------- | ------------------------- |
| Oxygène   | 11                  | 175,99               | 45,32 %                   |
| Silice    | 4                   | 112,34               | 28,93 %                   |
| Lithium   | 2                   | 13,88                | 3,58 %                    |
| Potassium | 1                   | 39,10                | 10,07 %                   |
| Aluminium | 1                   | 26,98                | 6,95 %                    |
| Fluor     | 1                   | 19,00                | 4,89 %                    |
| Hydrogène | 1                   | 1,00                 | 0,26 %                    |
|           | Total : 21 éléments | Total : 388,304 u    | Total : 100 %             |

Cette composition place ce minéral :
- Selon la classification de Strunz : dans la classe des silicates (IX), plus précisément des phyllosilicates (9.E) micacés composés de réseaux tétraédriques et octaédriques (9.EC);
- Selon la classification de Dana : dans la classe des phyllosilicates (71), dont les couches de silicates sont formées par des anneaux à six membres avec des couches 2:1 (deux couches de tétraèdres T autour d'une couche d'octaèdres O), (71.02)

### Variétés et mélanges
Il existe deux variétés de lépidolite :
la Cs-Lépidolite: variété de ce minéral enrichie en césium
et la Rb-lépidolite: variété de ce minéral enrichie en rubidium.

### Cristallochimie
La lépidolite fait partie du groupe des micas.
Elle fait partie du groupe des phyllosilicates micacés composés de réseaux tétraédriques et octaédriques, selon la classification de Strunz:
| Minéral              | Formule                                | Groupe ponctuel              | Groupe d'espace                                           |
| -------------------- | -------------------------------------- | ---------------------------- | --------------------------------------------------------- |
| Annite               | KFe3AlSi3O10(OH,F)2                    | {\displaystyle 2/m}          | {\displaystyle C} {\displaystyle 2/m}                     |
| Biotite              | K(Mg,Fe)3AlSi3O10(OH,F)2               | {\displaystyle 2/m}          | {\displaystyle C} {\displaystyle 2/m}                     |
| Hendricksite         | K(Zn,Mg,Mn)3Si3AlO10(OH)2              | {\displaystyle 2/m}          | {\displaystyle C} {\displaystyle 2/m}                     |
| Éphésite             | NaLiAl2(Al2Si2)O10(OH)2                | {\displaystyle 2/m}          | {\displaystyle C} {\displaystyle 2/m}                     |
| Aspidolite           | NaMg3AlSi3O10(OH)2                     | {\displaystyle 2/m}          | {\displaystyle C} {\displaystyle 2/m}                     |
| Lépidolite           | K(Li,Al)3(Si,Al)4O10(F,OH)             | {\displaystyle Monoclinique} | {\displaystyle C} {\displaystyle 2/m}, {\displaystyle Cm} |
| Preiswerkite         | NaMg2Al3Si2O10(OH)2                    | {\displaystyle 2/m}          | {\displaystyle C} {\displaystyle 2/m}                     |
| Masutomilite         | K(Li,Al,Mn)3(Si,Al)4O10(F,OH)2         | {\displaystyle 2/m}          | {\displaystyle C} {\displaystyle 2/m}                     |
| Wonesite             | (Na,K)0.5(Mg,Fe,Al)3(Si,Al)4O10(OH,F)2 | {\displaystyle 2/m}          | {\displaystyle C} {\displaystyle 2/m}                     |
| Polylithionite       | KLi2AlSi4O10(F,OH)2                    | {\displaystyle 2/m}          | {\displaystyle C} {\displaystyle 2/m}                     |
| Phlogopite           | KMg3(Si3Al)O10(F,OH)2                  | {\displaystyle 2/m}          | {\displaystyle C} {\displaystyle 2/m}                     |
| Norrishite           | K(Mn2Li)Si4O10(O)2                     | {\displaystyle 2/m}          | {\displaystyle C} {\displaystyle 2/m}                     |
| Sidérophyllite       | KFe2Al(Al2Si2)O10(F,OH)2               | {\displaystyle 2/m}          | {\displaystyle C} {\displaystyle 2/m}                     |
| Fluorannite          | KFe3AlSi3O10F2                         | {\displaystyle 2/m}          | {\displaystyle C} {\displaystyle 2/m}                     |
| Shirokshinite        | K(NaMg2)Si4O10F2                       | {\displaystyle 2/m}          | {\displaystyle C} {\displaystyle 2/m}                     |
| Zinnwaldite          | KLiFeAl(AlSi3)O10(F,OH)2               | {\displaystyle 2/m}          | {\displaystyle C} {\displaystyle 2/m}                     |
| Eastonite            | KMg2Al(Al2Si2O10)(OH)2                 | {\displaystyle 2/m}          | {\displaystyle ?}                                         |
| Tétraferriannite     | K(Fe,Mg)3(Fe,Al)Si3O10(OH)2            | {\displaystyle 2/m}          | {\displaystyle C} {\displaystyle 2/m}                     |
| Tétraferriphlogopite | KMg3FeSi3O10(OH)2                      | {\displaystyle 2/m}          | {\displaystyle C} {\displaystyle 2/m}                     |
| Trilithionite        | KLi1.5Al1.5AlSi3O10F2                  | {\displaystyle 2/m}          | {\displaystyle C} {\displaystyle 2/m}                     |
| Sokolovaïte          | CsLi2AlSi4O10F2                        | {\displaystyle 2/m}          | {\displaystyle C} {\displaystyle 2/m}                     |
| Shirozulite          | KMn3(AlSi3)O10(OH,F)2                  | {\displaystyle 2/m}          | {\displaystyle C} {\displaystyle 2/m}                     |
| Suhailite            | (NH4)Fe3(Si3Al)O10(OH)2                | {\displaystyle 2/m}          | {\displaystyle C} {\displaystyle 2/m}                     |
| Fluorophlogopite     | KMg3(AlSi3)O10F2                       | {\displaystyle 2/m}          | {\displaystyle C} {\displaystyle 2/m}                     |

### Cristallographie
La lépidolite cristallise dans le système cristallin monoclinique. Son groupe d'espace peut être {\displaystyle C} {\displaystyle 2/m} ou {\displaystyle Cm}.
- Les paramètres de la maille conventionnelle sont: {\displaystyle a} = 5,209 Å, {\displaystyle b} = 9,011 Å, {\displaystyle c} = 10,149 Å, β = 100,77 °, Z = 2 unités formulaires par maille (volume de la maille V = 473,377 Å3).
- La masse volumique calculée est 2,693 g/cm3 (légèrement inférieure à la densité mesurée).

## Gîtes et gisements

### Gîtologie et minéraux associés
Gîtologie
La genèse de la lépidolite est multiple :
Elle provient des granites pegmatitiques.
Elle dérive d'un remplacement métasomatique de la biotite ou de la muscovite.
Elle provient de veines de quartz à haute température.
Elle provient des greisens et des granites.
Minéraux associés
Spodumène, elbaïte, amblygonite, columbite, cassitérite, topaze, béryl, micas, tourmaline, cleavelandite, pétalite, muscovite, microcline.

### Gisements producteurs de spécimens remarquables
Les gisements de lépidolite sont très nombreux, seuls quelques-uns, parmi les plus remarquables, seront traités.
- Afghanistan

Nourestân/ Province de Nangarhâr/ Province de Laghmân/ Province de Kounar
- Australie

Mine de la Perséverance, Agnew, Leinster, Leonora, Comté de Leonora, Australie-Occidentale
- Brésil

Très nombreuses localités du Minas Gerais
- Canada

Quebec Lithium Corporation mine/Valor lithium occurrence, La Corne, Abitibi, Abitibi-Témiscamingue, Québec
- États-Unis

Très nombreuses localités
- France

Mine Les Montmins/ Carrière Les Colettes/ Mine La Bosse/ Carrière de la Beauvoir, Échassières, Ébreuil, Allier, Auvergne
- Madagascar

Nombreuses localités de la Province d'Antananarivo
- Namibie

Mine Rubicon, Etiro, District de Karibib, Erongo
- Royaume-Uni

Mont St-Michael, Marazion, District du Mont Bay, Cornouailles, Angleterre
- Russie

Mont Vasin-Myl'k, Voron'i Tundry, Péninsule de Kola, Oblast de Mourmansk, Région du Nord

## Exploitation des gisements
La lépidolite est un minerai de lithium.
La Cs-lépidolite est un minerai de césium.
La Rb-lépidolite est un minerai de rubidium.